# Eudendrium angustum
Eudendrium angustum is een hydroïdpoliep uit de familie Eudendriidae. De poliep komt uit het geslacht Eudendrium. Eudendrium angustum werd in 1908 voor het eerst wetenschappelijk beschreven door Warren. 